# Miha Mevlja
Miha Mevlja (sinh ngày 12 tháng 6 năm 1990) là một cầu thủ bóng đá chuyên nghiệp người Slovenia, hiện đang thi đấu ở vị trí trung vệ cho câu lạc bộ Nga Sochi.

## Sự nghiệp câu lạc bộ
Mevlja bắt đầu sự nghiệp bóng đá tại ND Gorica nơi anh có 4 năm thi đấu tại đội một. Thời gian này, Gorica thi đấu thật sự không thành công khi thứ hạng của đội bóng này bị tụt giảm và tại cúp bóng đá Slovenia câu lạc bộ đều loại ở tứ kết trong 4 năm anh thi đấu.
Mùa hè năm 2013, Mevlja gia nhập câu lạc bộ Lausanne-Sport theo dạng chuyển nhượng tự do, đây cũng là lần đầu anh xuất ngoại, và thi đấu tại giải bóng đá vô địch quốc gia Thụy Sĩ sau khi ký một bản hợp đồng có thời hạn 2 năm.
Vào ngày 31 tháng 8 năm 2017, anh ký một bản hợp đồng 4 năm cùng với F.K. Zenit St. Petersburg.
Vào ngày 21 tháng 2 năm 2019, anh trở lại câu lạc bộ Rostov theo dạng cho mượn.
Vào ngày 2 tháng 9 năm 2019, anh ký hợp đồng có thời hạn 2 năm với PFC Sochi.

## Sự nghiệp quốc tế
Trong thời gian thi đấu ở România tại câu lạc bộ Dinamo București, Mevlja có lần đầu được triệu tập vào đội tuyển quốc gia Slovenia và được ra mắt vào ngày 5 tháng 6 năm 2016 trong trận giao hữu với Thổ Nhĩ Kỳ.
Và ngày 14 tháng 11 năm 2016, Mevlja ghi bàn thắng đầu tiên trong màu áo đội tuyển quốc gia khi mở tỷ số trong trận giao hữu với đội tuyển Ba Lan.

## Đời sống cá nhân
Anh có một người anh em sinh đôi tên là Nejc, cũng là một cầu thủ bóng đá thi đấu ở vị trí trung vệ.

## Thống kê sự nghiệp

### Câu lạc bộ
Tính đến 2 tháng 9 năm 2019
| Câu lạc bộ                 | Mùa giải            | Giải vô địch           | Giải vô địch | Giải vô địch | Cúp  | Cúp | Châu lục | Châu lục | Khác | Khác | Tổng cộng | Tổng cộng |
| Câu lạc bộ                 | Mùa giải            | Hạng đấu               | Trận         | Bàn          | Trận | Bàn | Trận     | Bàn      | Trận | Bàn  | Trận      | Bàn       |
| -------------------------- | ------------------- | ---------------------- | ------------ | ------------ | ---- | --- | -------- | -------- | ---- | ---- | --------- | --------- |
| ND Gorica                  | 2009–10             | Slovenian PrvaLiga     | 14           | 1            | 2    | 0   | –        | –        | –    | –    | 16        | 1         |
| ND Gorica                  | 2010–11             | Slovenian PrvaLiga     | 34           | 3            | 3    | 0   | 2        | 0        | –    | –    | 39        | 3         |
| ND Gorica                  | 2011–12             | Slovenian PrvaLiga     | 28           | 1            | 3    | 0   | –        | –        | –    | –    | 31        | 1         |
| ND Gorica                  | 2012–13             | Slovenian PrvaLiga     | 33           | 0            | 3    | 0   | –        | –        | –    | –    | 36        | 0         |
| ND Gorica                  | Tổng cộng           | Tổng cộng              | 109          | 5            | 11   | 0   | 2        | 0        | 0    | 0    | 122       | 5         |
| Lausanne-Sport             | 2013–14             | Swiss Super League     | 30           | 1            | 4    | 0   | –        | –        | –    | –    | 34        | 1         |
| Bnei Sakhnin               | 2014–15             | Israeli Premier League | 22           | 0            | 0    | 0   | –        | –        | –    | –    | 22        | 0         |
| Dinamo București           | 2015–16             | Liga I                 | 35           | 0            | 6    | 0   | –        | –        | 4    | 0    | 45        | 0         |
| Dinamo București           | 2016–17             | Liga I                 | 6            | 0            | 0    | 0   | –        | –        | 1    | 0    | 7         | 0         |
| Dinamo București           | Tổng cộng           | Tổng cộng              | 41           | 0            | 6    | 0   | 0        | 0        | 5    | 0    | 52        | 0         |
| Rostov                     | 2016–17             | Russian Premier League | 21           | 0            | 0    | 0   | 10       | 1        | –    | –    | 31        | 1         |
| Rostov                     | 2017–18             | Russian Premier League | 8            | 1            | –    | –   | –        | –        | –    | –    | 8         | 1         |
| F.K. Zenit Sankt Peterburg | 2017–18             | Russian Premier League | 18           | 0            | 1    | 0   | 10       | 0        | –    | –    | 29        | 0         |
| F.K. Zenit Sankt Peterburg | 2018–19             | Russian Premier League | 6            | 0            | 1    | 0   | 7        | 1        | —    | —    | 14        | 1         |
| F.K. Zenit Sankt Peterburg | 2019–20             | Russian Premier League | 0            | 0            | —    | —   | —        | —        | 0    | 0    | 0         | 0         |
| F.K. Zenit Sankt Peterburg | Tổng cộng           | Tổng cộng              | 24           | 0            | 2    | 0   | 17       | 1        | 0    | 0    | 43        | 1         |
| Rostov                     | 2018–19             | Russian Premier League | 7            | 1            | 1    | 0   | —        | —        | —    | —    | 8         | 1         |
| Rostov                     | Tổng cộng (2 lần)   | Tổng cộng (2 lần)      | 36           | 2            | 1    | 0   | 10       | 1        | 0    | 0    | 47        | 3         |
| Tổng cộng sự nghiệp        | Tổng cộng sự nghiệp | Tổng cộng sự nghiệp    | 262          | 8            | 24   | 0   | 29       | 2        | 5    | 0    | 320       | 10        |

1. ↑  4 trận tại Cúpa Ligii
2. ↑  1 lần ra sân ở Cúpa Ligii

### Quốc tế
| Đội tuyển quốc gia Slovenia | Đội tuyển quốc gia Slovenia | Đội tuyển quốc gia Slovenia |
| Năm                         | Số trận                     | Bàn thắng                   |
| --------------------------- | --------------------------- | --------------------------- |
| 2016                        | 4                           | 1                           |
| 2017                        | 5                           | 0                           |
| 2018                        | 8                           | 0                           |
| 2019                        | 10                          | 0                           |
| 2020                        | 6                           | 0                           |
| 2021                        | 11                          | 1                           |
| 2022                        | 5                           | 0                           |
| Tổng cộng                   | 49                          | 2                           |

### Bàn thắng quốc tế
| # | Ngày                 | Địa điểm                                        | Trận thứ | Đối thủ  | Ghi bàn | Kết quả | Giải đấu                 |
| - | -------------------- | ----------------------------------------------- | -------- | -------- | ------- | ------- | ------------------------ |
| 1 | 14 tháng 11 năm 2016 | Sân vận động Miejski, Wrocław, Ba Lan           | 4        | Ba Lan   | 1–0     | 1–1     | Giao hữu                 |
| 2 | 11 tháng 11 năm 2021 | Sân vận động Anton Malatinský, Trnava, Slovakia | 44       | Slovakia | 2–2     | 2–2     | Vòng loại World Cup 2022 |